# معركة بن جواد الثانية
معركة بن جواد الثانية هي نزاع قصير نشب بين الثوار الليبيين وقوات القذافي حول مدينة بن جواد خلال يوم 29 مارس 2011 كجزء من حرب ثورة 17 فبراير، أدى في النهاية وفي اليوم نفسه إلى انسحاب الثوار منها وتراجعهم نحو راس لانوف تحت وطأة قصف كتائب القذافي المكثف. جاءت هذه المعركة بعد أن اجتاح الثوار عدداً كبيراً من المدن الساحلية الليبية المُمتدة بين بنغازي وسرت دفعة واحدة، وكانوا يَتجهزون في بن حواد استعداداً للزحف نحو سرت - أحد معاقل القذافي الرئيسية - لأخذها، لكن زحف قوات القذافي مجدداً نحو بن المدينة والذي أدى إلى نشوب المعركة أوقف تقدم الثوار وأجبرهم على التراجع. سبقت هذه المعركة معركة أجدابيا (فقد سقطت البريقة ورأس لانوف وباقي المدن في أيدي الثوار دون قتال بعد انسحاب القذافي منها) وتلتها معركة رأس لانوف الثانية.

## المعركة
في يوم 27 مارس تمكن الثوار من أخذ عدة مد تباعاً بعد انسحاب قوات القذافي من العديد من مدن شرق ليبيا متراجعة إلى سرت نتيجة لقصف تحالف الدولي لها، وبذلك استطاعوا السيطرة بالكامل على أجدابيا والبريقة العقيلة وراس لانوف وأخيراً بن جواد. بعد دخول الثوار دون مقاومة إلى المدينة ساروا 7 كيلومترات إلى الغرب حتى مشارف النوفلية واطمئنوا من خلو المنطقة من كتائب القذافي.
لكن بالرغم من ذلك، غبعد هذا بيومين فقط في 29 مارس، وعندما كان الثوار يَتقدمون عبر الصحراء في مكان بين بن جواد والنوفلية تعرضوا لكمين مُفاجئ شنته عليهم كتائب القذافي، وبالرغم من مُحاولتهم للمقوامة فقد اضطروا للانسحاب وترك ذلك الموقع مُنهزمين. وفي اليوم ذاته تمكنوا من صد هجوم لقوات القذافي قرب الوادي الأحمر. وخلال بقية اليوم تابع الثوار مُناوشات عديدة ومُختلفة مع الكتائب، لكن بعد قصف تلك القوات لمقارهم في شرق بن جواد واستخدامها للأسلحة الثقيلة مثل المدفعية وراجمات الصواريخ ضدهم اضطروا للتراجع عن تلك الأجزاء من المدينة، ثم وتحت القصف المُستمر أجبروا على ترك بن جواد تماماً والانسحاب منها إلى رأس لانوف شرقاً.